# GAP analýza
GAP analýza (analýza tržních mezer) je nástroj, jenž pomáhá manažerům při volbě marketingových strategií. Cílem GAP analýzy je nalézt nesrovnalosti mezi marketingovými cíli potenciálními a dosaženými.  Tato analýza se zaměřuje na prozkoumání a odkrytí příležitostí, při kterých je tržní poptávka větší než nabídka. Pomáhá firmám navrhnout logickou strategii a taktická rozhodnutí založené na skutečných tržních informacích, ne na subjektivních názorech manažerů.
Po otázce: "Jak vzniklou mezeru mezi skutečnými a potenciálními cíli posoudit?", by měla následovat otázka druhá: "Jak vzniklou tržní mezeru překonat?". Překonání tržní mezery je možné několika způsoby:
1. Dle Ansoffa využitím strategie: penetrace trhu, rozvoje trhu, rozvoje produktu nebo diverzifikace.
2. Změnou kombinace prvků marketingového mixu.
3. Podle Kotlera a Armstronga třemi způsoby:
  - odhalením příležitostí intenzivního růstu, tedy využitím potenciálních příležitostí stávajícího obchodního portfolia,
  - odhalením příležitostí integrovaného růstu, tedy budováním vztahů, které souvisí s běžnými podnikatelskými aktivitami firmy,
  - odhalením příležitostí diverzifikačního růstu, tedy připojením nových podnikatelských aktivit, které jsou odlišné od dosavadních aktivit firmy.

## Etapy GAP analýzy
Jednotlivé fáze analýzy tržních mezer jsou následující:
- Kontrola systému – zhodnocení současného informačního systému s cílem pochopit stávající postupy, vlastnosti a funkce.
- Vypracování požadavků – v tomto kroku si organizace určí strategické cíle nutné pro zavedení nového systému.
- Porovnání – zahrnuje srovnání různých vlastností a atributů stávajících a navrhovaných postupů.
- Důsledky – zde se popisují rizika, která jsou spojená s vývojem nového procesu.
- Doporučení – díky zpětné vazbě a opatření se vyplní tyto tržní mezery.

## Rozdíl mezi GAP analýzou a marketingovým výzkumem
Marketingový výzkum se zaměřuje na analýzu již známého obchodního modelu zahrnujícího marketing, rizika, cílové skupiny, konkurenci, tržní příležitosti apod. Avšak na rozdíl od tržní mezery neidentifikuje nové trhy, kde by poptávka byla větší než nabídka. Marketingový výzkum pomáhá pochopit, v jaké pozici se daná firma nachází na již existujícím trhu, na němž je poptávka již stanovena. Například jaké jsou její produkty, služby, ceny, distribuce nebo komunikace.

## Kdy a proč využít GAP analýzu

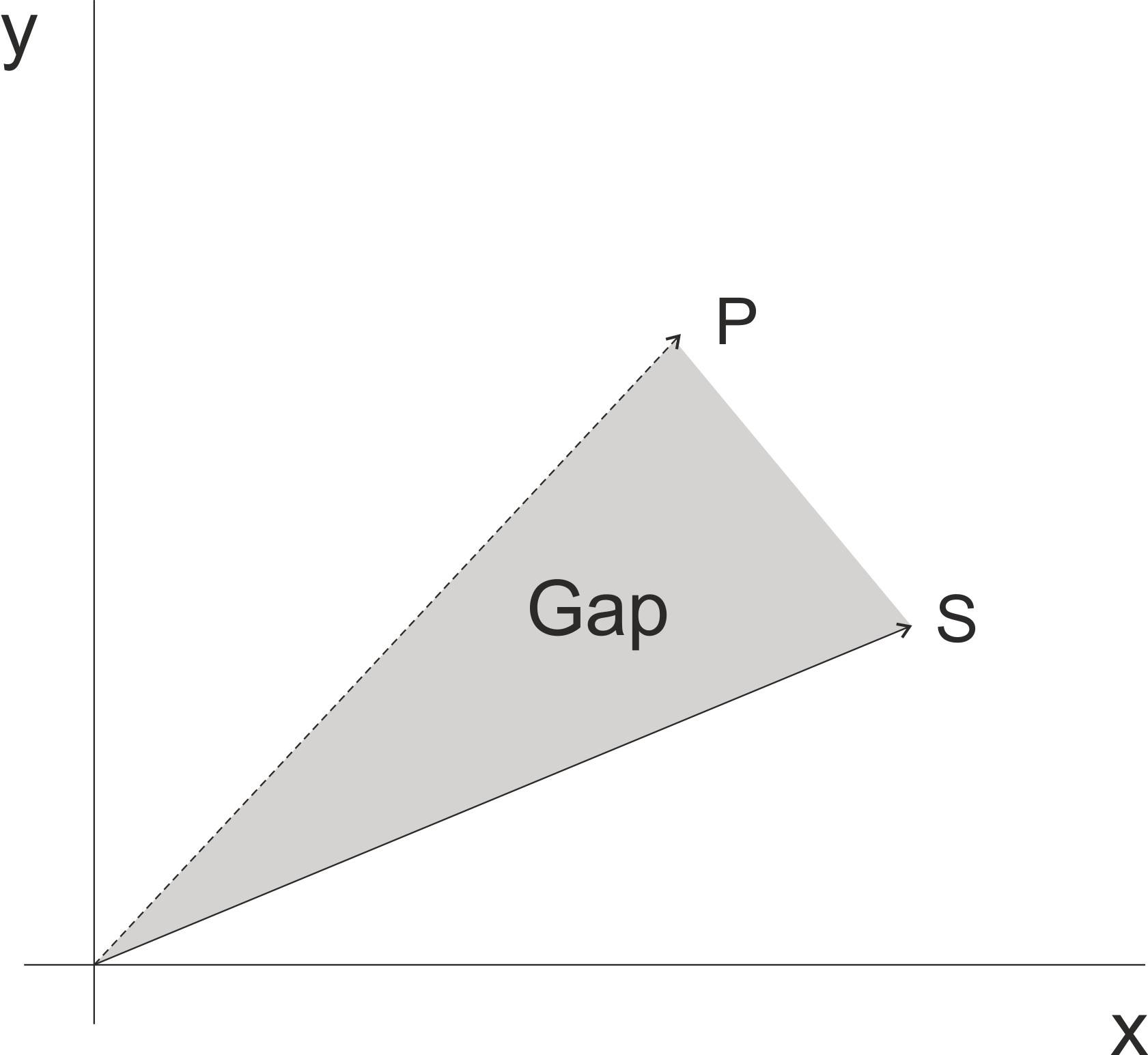
GAP tržní mezera

Firma by měla využít analýzu tržních mezer v případech pokud:
- hledá předpověď poptávky pro existující produkt nebo službu,
- se snaží rozhodnout, kterou investici potřebuje ke svému dalšímu rozvoji,
- se snaží získat nebo se spojit s další firmou,
- se rozhoduje uvést na trh nový produkt nebo službu.

Na obrázku GAP tržní mezera můžeme vidět vznik tržní mezery. Osa x vyjadřuje čas, osa y tržní podíl. Křivka S značí skutečný stav firmy. Stav, ve kterém se firma nachází, pokud neprovede žádnou změnu. Křivka P zobrazuje potenciální stav firmy, stav, ve kterém firma chce nebo může být. Mezi křivkou P a křivkou S se nachází tržní mezera GAP, která zahrnuje výrobek, cenu, distribuci, komunikaci, lidi a proces.

## Porovnání GAP a SWOT analýzy
SWOT analýza neboli analýza silných a slabých stránek, příležitostí a hrozeb:
- Strenghts (silné stránky) jsou výhody společnosti oproti její konkurenci.
- Weakness (slabé stránky) jsou oblasti, které by ve srovnání s konkurencí měla firma zlepšit.
- Opportunities (příležitosti) jsou tržní mezery, díky kterým by firma mohla být v konkurenční výhodě.
- Threats (hrozby) jsou externí faktory, které mohou být hrozbou pro existenci firmy.

SWOT a GAP analýza mohou být použity v různých kontextech. SWOT analýza hodnotí společnost z hlediska její konkurence, zatímco GAP analýza je interním zhodnocením firmy vhodným k nalezení nedostatků. SWOT analýza je vhodná k dlouhodobějšímu plánování, ale GAP analýza se často sestavuje na kratší období ke splnění operativních cílů firmy. SWOT analýza je často složitějším souborem mnoha aspektů, zatímco GAP analýza může být jednoduchým cílem k dosažení požadovaného procesu ve firmě.